# Card sharing
El card sharing és un mètode pel que alguns receptors independents obtenen accés simultani a una xarxa de televisió de pagament, compartint l'ús d'una targeta legítima d'abonat d'un canal d'accés condicional. Típicament, la targeta legítima està connectada a un ordinador personal (o Dreambox) que està connectat a Internet, i està configurat per proporcionar la paraula de control legítimament desxifrada a altres receptors que demanen la informació. Aquesta paraula de control desxifrada és llavors usada per decodificar un servei d'accés condicional codificat, com si cadascun dels altres receptors estigués usant la seva pròpia targeta d'abonat.

## Ús legal (funcionalitat multi-pantalla)
El cardsharing es pot considerar legítim en la mateixa llar amb una funcionalitat "multi-pantalla". Els proveïdors de contingut sovint permeeen visualitzar els canals amb una segona targeta intel·ligent, mitjançant un suplement. Un exemple és el canal Sky de multi-pantalla, al Regne Unit. No obstant això, en alguns casos, el contracte entre l'abonat i el proveïdor implícitament o explícita prohibeix compartir aquest tipus de targeta. Hi ha molts tutorials d'ajuda en línia per arribar a saber com implementar un sistema d'aquest tipus.